# Felpham
Felpham est un village et une paroisse civile du Sussex de l'Ouest, en Angleterre. Il est situé juste à l'est de la ville de Bognor Regis, sur le littoral de la Manche. Administrativement, il relève du district d'Arun. Au recensement de 2011, il comptait 9 746 habitants.